# Rosszija 1
A Rosszija 1 (oroszul: Россия 1) állami tulajdonú orosz televíziós csatorna. 1991. május 13-án alapították. Korábban RTR néven is működött. a tulajdonosi jogokat az Összoroszországi Állami Televíziós és Rádió Vállalat (VGTRK) gyakorolja.
Orosz csatorna struktúrája összeállítja az információs és analóg programokat: tv-sorozatokat, telenovellákat, televíziós játékokat,
kabarékat, játék és dokumentum filmeket. Ezenkívül még sport társadalmi politikai közvetítéseket és látványos rendezvények közvetítését.
A Tyelekanal Россия híradója a Vesztyi 1995-ben «ТЭФИ / TEFI-díjban részesült. 2001-ben Oroszország legjobb információs programja lett. 2002 óta 24 órán keresztül sugároz elő egyenes adást minden időzónába. Illetve a nap minden második órájában híradásokat közvetít.
A Rosszija 1 közvetítette a labdarúgó-világbajnokságot: 2002-ben Japánból és Koreából, 2006-ban Németországból, 2010-ben pedig Dél-Afrikából. UEFA döntőt 1999-ben, 2005-ben és 2008-ban. A olimpiai játékok közül a 2008-as pekingi nyári olimpiát, és a 2010-es vancouveri téli olimpiát. A nemzetközi Eurovíziós Dalfesztivált 1994-ben, 1998-ban, és 2008 óta minden páros évben közvetíti. A páratlan évben ezt a feladatot – közvetítés, és versenyző indítás – a másik közszolgálati média, az Egyes csatorna látja el.
A Tyelekanal Rosszija először 2005-ben közösen a Bibigon csatornával közvetítette a Junior Eurovíziós Dalfesztivált, azóta minden évben ők neveznek indulót a versenyre. A programok 35%-a filmsorozat. A Kanal Rosszija volt az első orosz csatorna ami orosz tévé sorozatokat gyártott Rosszkij Televizionnyij Roman néven, amelyet egész Oroszország elismert.

## Története
1991. május 13. 17 órakor Российское телевидение / Rosszijszkoje tyelevigyenyije néven sugárzott híreket. Egészen májustól augusztusig 17:00-tól 21:45-ig csak híreket közvetített. Augusztus végétől szeptember 16-ig csak 19:00-tól sugárzott adást. 1991. szeptember 16.felszámolták a második központi csatornát, amelyet átvett az orosz televízió.(Российскому Телевидению / Rosszijszkomu Tyelevigyenyiju)

## Rosszija 1 műsorai

### Saját műsorok
- Утро России / Utro Rosszii (Orosz reggel)
- Утренняя почта / Utrennyaja pocsta (Reggeli posta)
- Вести / Vesztyi (Híradó)
- Вести-Москва / Vesztyi-Moszkva (Híradó Moszkva)
- Местное время. Вести / Mesztnoje vremja. Vesztyi (Otthoni idő szerinti híradó)
- Вести + / Vesztyi + (Híradó + )
- О самом главном / O szamom glavnom
- Дворик / Dvorik
- Девчата / Gyevcsata (Lányok orosz filmsorozat)
- Дыши со мной / Disi szo mnoj
- Городок / Gorodok (Városka orosz filmsorozat)
- Ефросинья / Jefroszinyja (Fruzsina orosz filmsorozat)
- Слово женщине / Szlovo zsenscsinye (Beszéd asszonya orosz filmsorozat)
- Субботник / Szubbotnyik
- Субботний вечер / Szubbotnyij vecser (Szombat este)
- Казачки не плачут. Людмила Хитяева / Kazacski nye placsut. Ljudmila Hityajeva
- "Юрмала". Фестиваль юмористических программ / "Jurmala". Fesztyival jumorisztyicseszkih programm (Jurmálái fesztivál)

### Külföldi sorozatok
- Santa Barbara (1992-2002)
- Vad angyal (1999-2000)
- Manuela
- Ricos y Famosos
- Celeste (2001-2002)
- Kachorra (2001)
- Teletubbies
- Rex felügyelő
- Fort Boyard

## Fordítás
- Ez a szócikk részben vagy egészben  a(z)   Россия-1 című orosz Wikipédia-szócikk fordításán alapul.  Az eredeti cikk szerkesztőit annak laptörténete sorolja fel. Ez a jelzés csupán a megfogalmazás eredetét és a szerzői jogokat jelzi, nem szolgál a cikkben szereplő információk forrásmegjelöléseként.

## Külső hivatkozások
- Hivatalos weboldal[halott link]